# Сильма (хутор)
Сильма — хутор в Клепиковском районе Рязанской области. Входит в состав Болоньского сельского поселения.

## География
Находится в северной части Рязанской области на расстоянии приблизительно 26 км на запад по прямой от районного центра города Спас-Клепики у дороги Подлесная-Радовицкий.

## История
На карте 1850 года здесь еще не было поселений. На карте 1941 года была отмечена Сыльма у одноименного озера. Позднее в 1970-х годах уже Сильма.

## Население
Численность населения: 1 человек в 2002 году (русские 100 %), 0 в 2010.